# Libytheinae
Libytheinae là một phân họ trong Họ Bướm giáp. Phân họ này có 2 chi và 10 loài, 6 trong Libythea và 4 trong Libytheana. Chúng có kích cỡ trung bình và thường là có màu nâu xám.. Khu nghỉ, các thành viên của phân họ này khép chặt cánh để trông giống chiếc lá khô.

## Hình ảnh

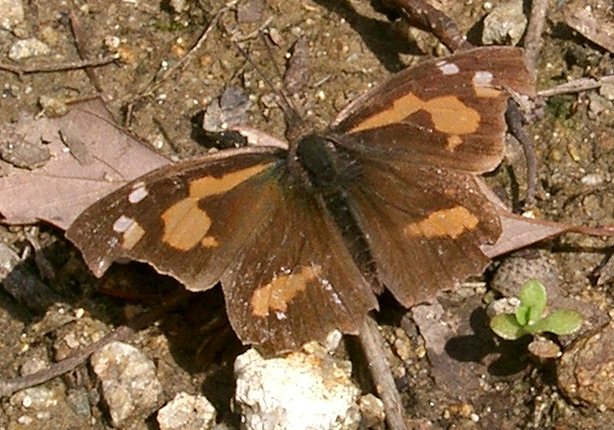
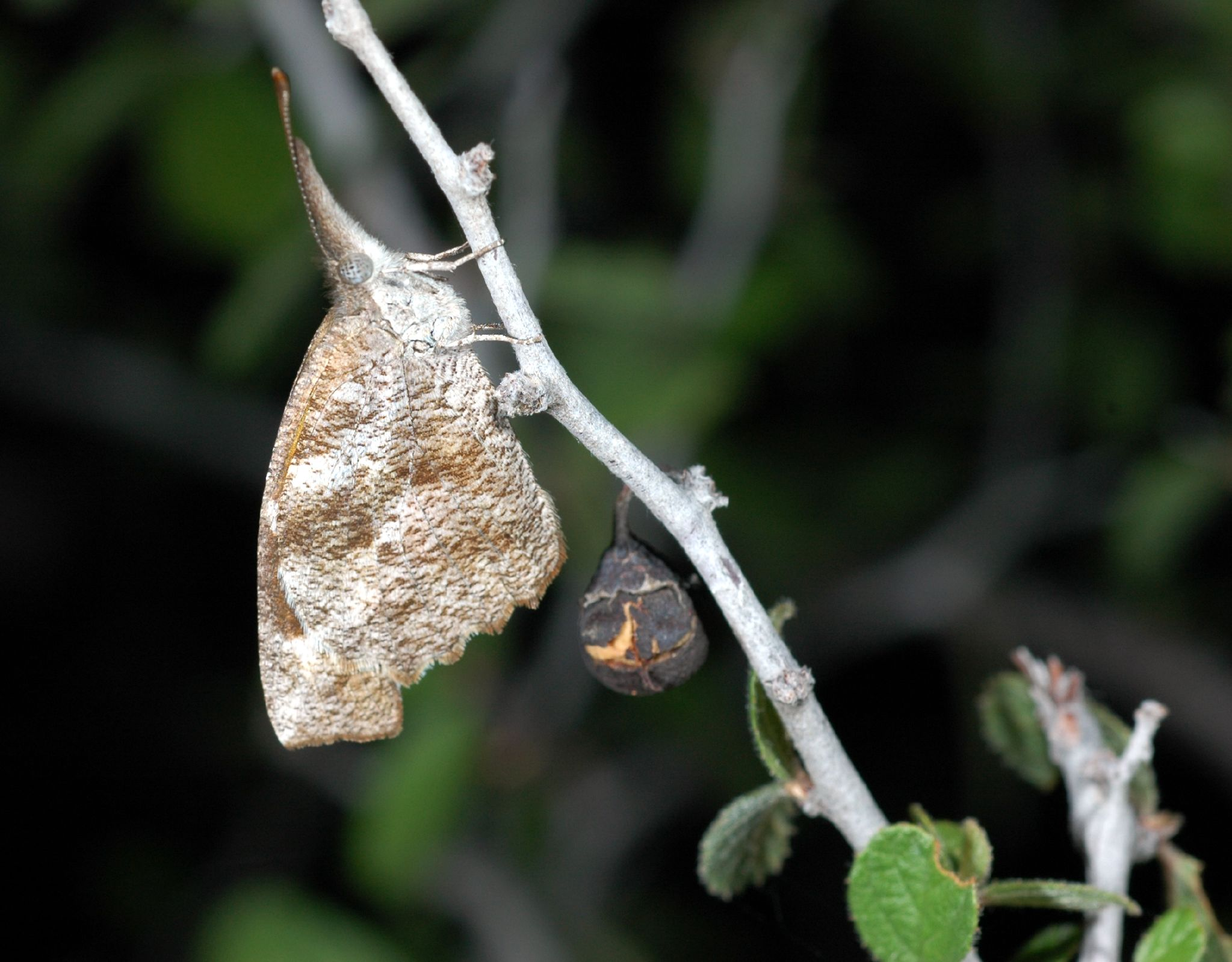
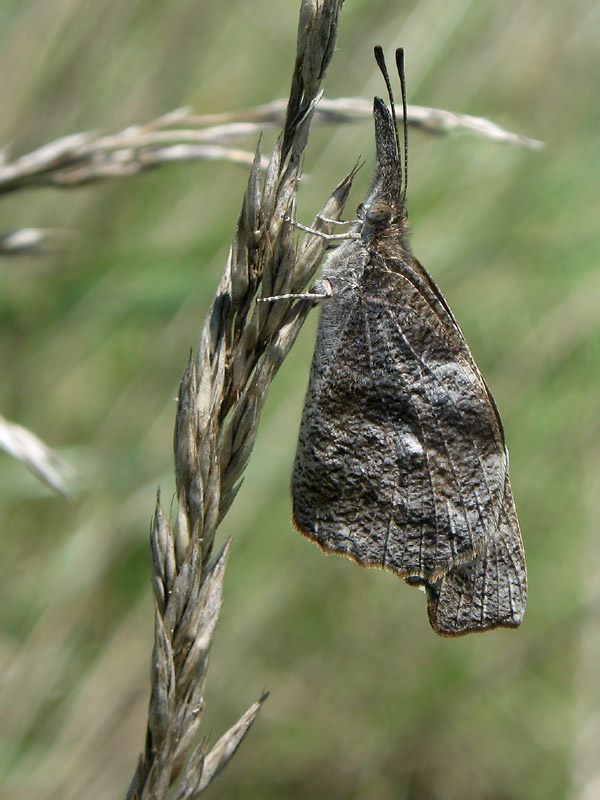
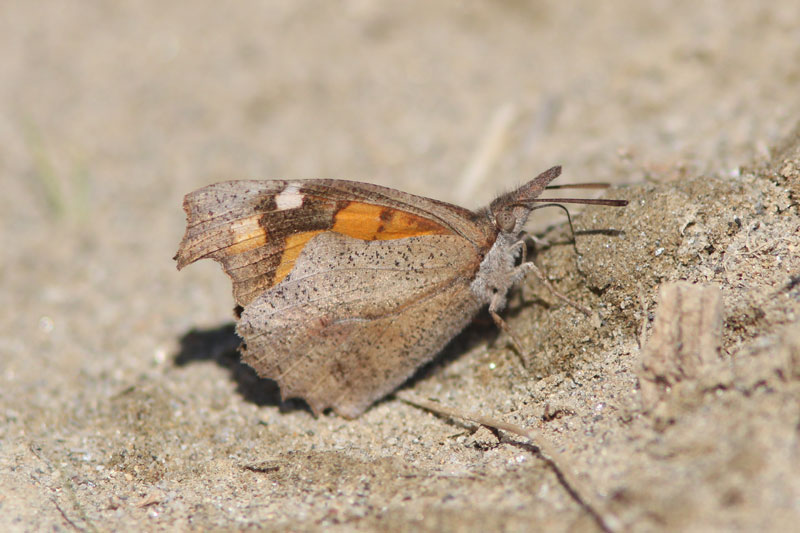
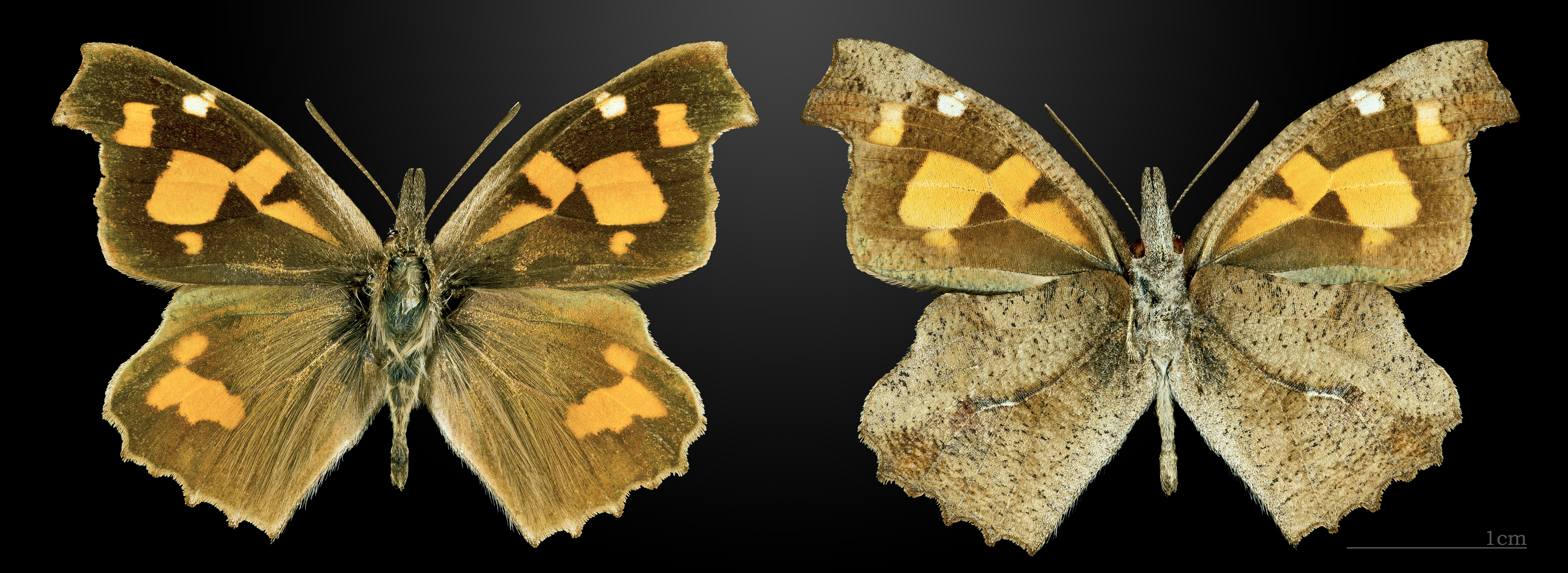
Libythea celtis